# Livin' for You (canción)
«Livin' for You» es una canción interpretada por el músico estadounidense Al Green. Fue publicado en noviembre de 1973 como el sencillo principal de su séptimo álbum de estudio del mismo nombre.

## Lanzamiento y recepción

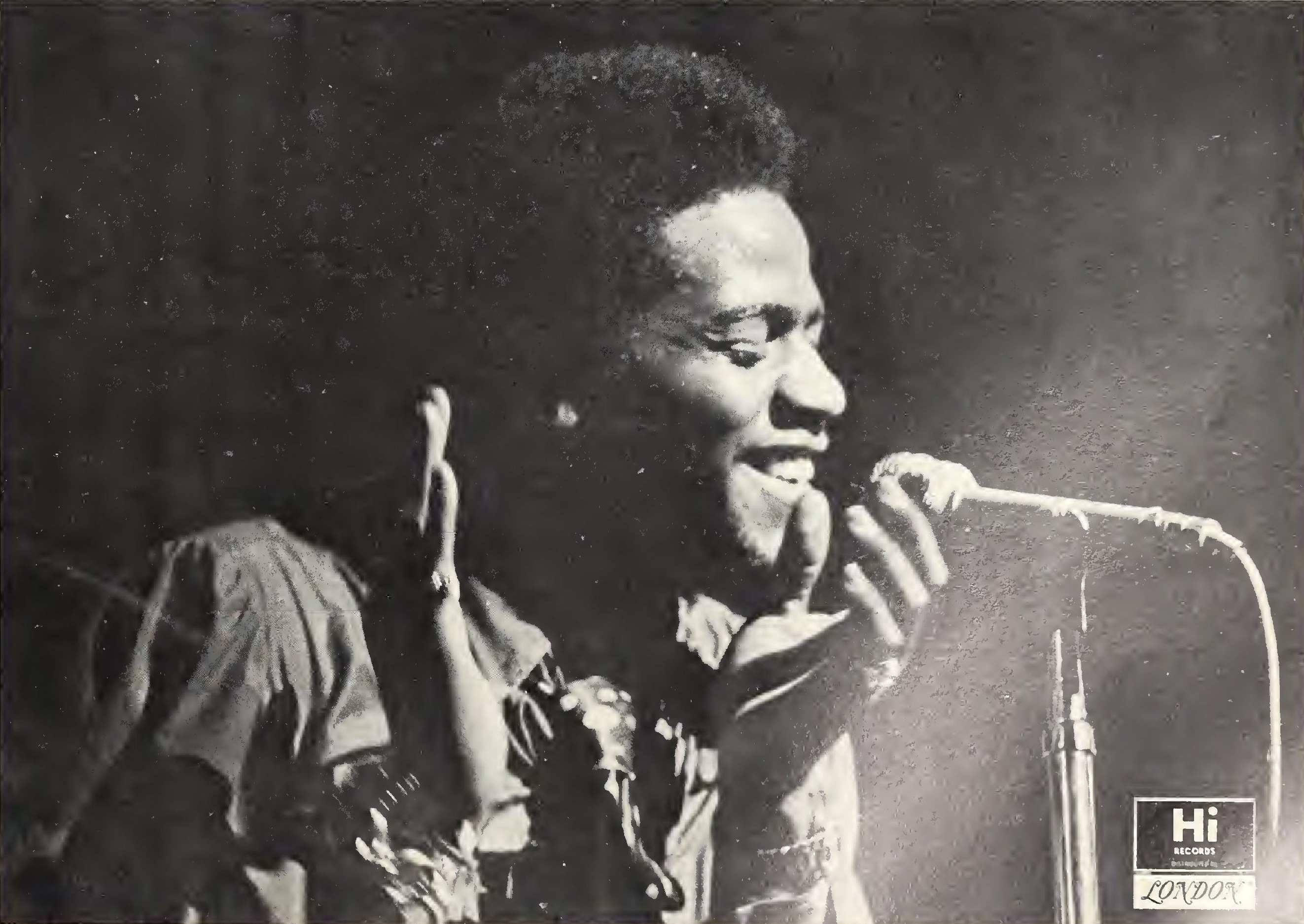
Anuncio comercial del sencillo en Cash Box, 17 de noviembre de 1973.

«Livin' for You» fue publicado en noviembre de 1973 como sencillo principal de su séptimo álbum de estudio del mismo nombre. El lado B, «It Ain't No Fun to Me», apareció en el cuarto álbum de estudio de Green, Let's Stay Together (1972), como canción de cierre.
Un escritor no especificado de la revista Billboard declaró: “El estilo suave, casi club de cena, del verde brilla al máximo en este corte excelentemente arreglado. La canción se desarrolla desde un comienzo bastante lento para incluir una intrincada mezcla de la voz única de Green con cuerdas e instrumentos de viento”. Un escritor no especificado de la revista Cash Box declaró: “Al Green se ha convertido en el maestro de las listas de pop y r&b con su sonido patentado, constante y conmovedor que le ha valido éxito tras éxito en el pasado. Este, un poco más relajado que los demás, sigue siendo una potencia y su próximo gran elemento del Top 10. No se detendrá el Green Express. Si alguna vez hubo un hombre que actuó en conjunto, ese hombre tendría que ser Al Green”. Un escritor no especificado de la revista Record World calificó la canción como un “swinger de soul gentil”.

## Rendimiento comercial
«Livin' for You» debutó en la lista Hot Soul Singles de la revista Billboard en el número 77 durante la semana del 24 de noviembre de 1973, alcanzando la posición número 1 el 26 de enero de 1974.
El sencillo alcanzó la posición número 14 en la lista de sencillos de la revista Cash Box durante la semana del 19 de enero de 1974, y se mantuvo en esa posición durante tres semanas consecutivas.

## Posicionamiento

### Gráfica semanal
| Gráfica (1974)                              | Pico de posición |
| ------------------------------------------- | ---------------- |
| Canadá (RPM Top Singles)                    | 49               |
| Estados Unidos (Billboard Hot 100)          | 19               |
| Estados Unidos (Billboard Hot Soul Singles) | 1                |
| Estados Unidos (Cash Box Top 100 Singles)   | 14               |
| Estados Unidos (Cash Box R&B Top 70)        | 4                |

### Gráfica de fin de año
| Gráfica (1974)                              | Pico de posición |
| ------------------------------------------- | ---------------- |
| Estados Unidos (Billboard Hot Soul Singles) | 20               |